# Zamarada psammites
Zamarada psammites là một loài bướm đêm trong họ Geometridae.